# Luke Browning
Luke Browning (Kingsley, 31 de janeiro de 2002) é um automobilista britânico que atualmente compete na Fórmula 2 pela equipe Hitech TGR. Ele venceu o Campeonato GB3 de 2022 e o Campeonato Britânico de F4 de 2020 com as equipes Hitech e Fortec Motorsports, respectivamente. Browning é membro da Academia de pilotos da Williams.
Ele recebeu o prêmio Aston Martin Autosport BRDC de 2022. E também conquistou o Grande Prêmio de Macau de 2023.

## Carreira

### Campeonato GB3
Em 9 de setembro de 2021, Browning anunciou que faria sua estreia no Campeonato GB3 em Oulton Park. Pilotando por sua equipe vencedora do título no ano anterior, ele teve um fim de semana agitado na temporada de 2021. Tendo terminado sua primeira corrida na categoria em segundo lugar, atrás apenas do dominante Zak O'Sullivan, Browning ultrapassou o último por fora da curva um e venceu a segunda corrida. Porém, ele se envolveu em um incidente inevitável na corrida 3 do grid reverso completo e desistiu logo depois.
Em 2022, Browning ingressou na equipe Hitech Grand Prix com a qual disputou duas etapas da Fórmula 4 dos Emirados Árabes Unidos, para então disputar toda a temporada do Campeonato GB3. Browning conseguiu duas vitórias nas três primeiras corridas em Oulton Park, o britânico se repete ao vencer uma corrida em Snetterton e duas em Spa-Francorchamps. Graças a estas cinco vitórias ele conseguiu conquistar o seu segundo campeonato de monopostos. No final do ano, Browning conquistou o prêmio Aston Martin Autosport BRDC, tendo assim a oportunidade de testar um carro de Fórmula 1 da equipe inglesa.

### Fórmula Regional
Durante a pré-temporada de 2023, Browning juntou-se a equipe Hitech Grand Prix para a segunda e terceira rodadas do Campeonato de Fórmula Regional do Oriente Médio de 2023.

### Fórmula 3

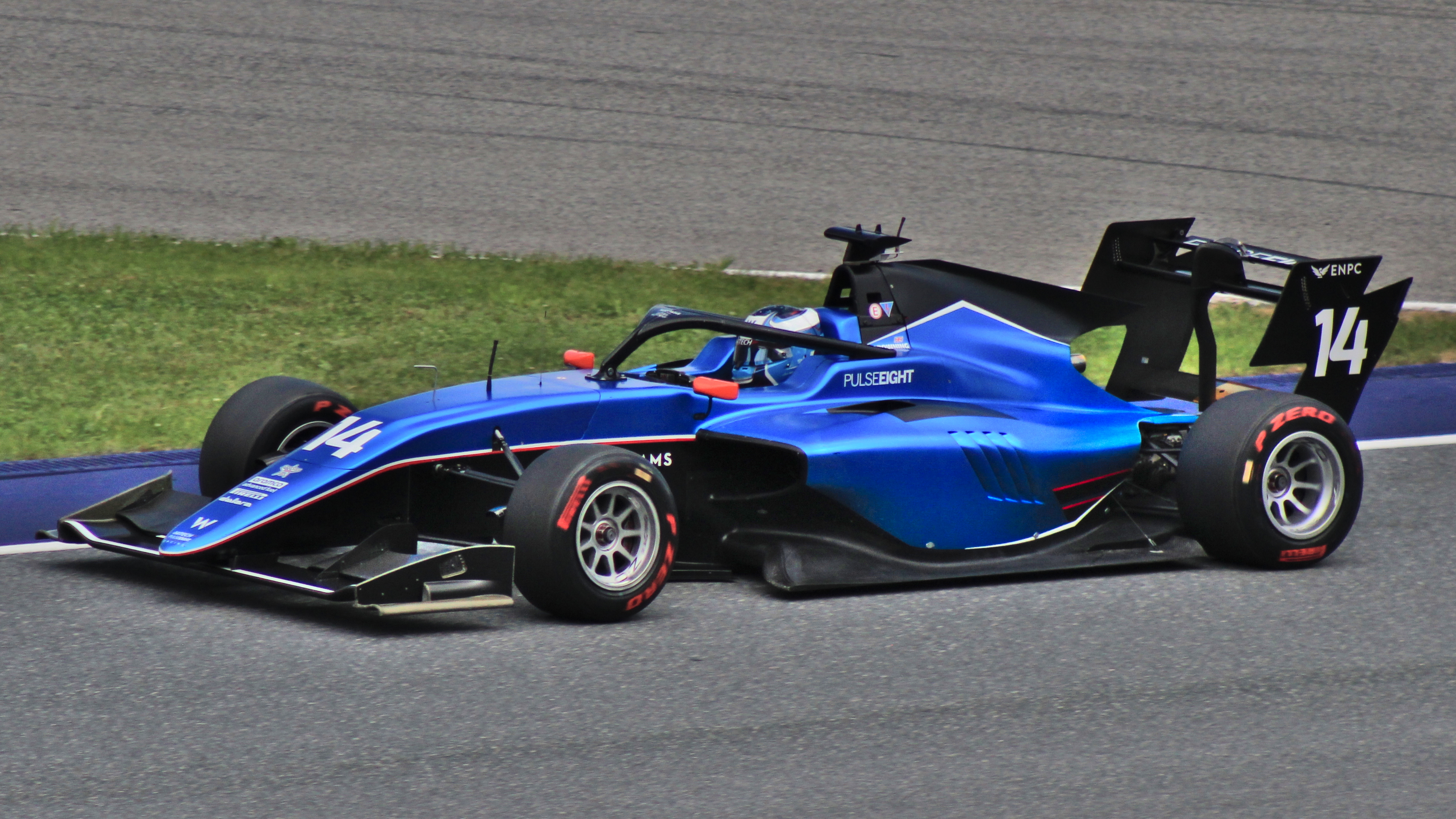
Browning pilotando a Hitech na Áustria em 2024

Browning participou dos testes de pré-temporada do Campeonato de Fórmula 3 da FIA de 2023 com a equipe Hitech Pulse-Eight. Em 1 de março de 2023, apenas dois dias antes do início da temporada, a Hitech anunciou a contratação de Browning, completando seu esquadrão de Fórmula 3 para a temporada de 2023.
Browning continuou com a equipe Hitech para a disputa da temporada da Fórmula 3 de 2024, fazendo parceria com Cian Shields e Martinius Stenshorne. Browning lutou pelo título até a última prova, mas um incidente com Joseph Loake, da Rodin, fez com que ele fosse punido com 10 segundos, impedindo-o de alcançar o campeão Leonardo Fornaroli, da Trident. O britânico encerrou a competição em terceiro lugar, com 128 pontos, conquistando duas vitórias nas corridas principais do Barém e da Áustria.

### Fórmula 2
Em setembro de 2024, Browning foi chamado para substituir o compatriota e colega da Williams Driver Academy, Zak O'Sullivan, na ART Grand Prix, depois que O'Sullivan deixou a equipe por falta de condições financeiras. Browning foi contratado para disputar as três etapas finais da temporada de 2024, ao lado do francês Victor Martins.
Em 9 de dezembro de 2024, foi anunciado que Browning havia ingressado na equipe Hitech TGR para a disputa da temporada de 2025.

### Fórmula E
Em 2023, Browning participou do teste da Fórmula E para pilotos novatos realizado em Berlim com a equipe NEOM McLaren Formula E Team.

### Fórmula 1
No final de abril de 2023, Browning foi anunciado como membro da Academia de Pilotos da Williams. No final de outubro, ele experimentou pela primeira vez um carro de Fórmula 1, pilotando o Aston Martin AMR21 no circuito de Silverstone como parte de sua recompensa por receber o Prêmio Autosport BRDC no ano anterior.
Em novembro de 2024, foi divulgado que Browning fez o TL1 no Grande Prêmio de Abu Dhabi, e que ele participou dos testes de pós-temporada pela Williams.

## Resultados

### Resumo da carreira
| Temporada | Categoria                         | Equipe             | Corridas | Vitórias | Poles | V.M.R. | Pódios | Pontos | Pos. |
| --------- | --------------------------------- | ------------------ | -------- | -------- | ----- | ------ | ------ | ------ | ---- |
| 2016      | Junior Saloon Car Championship    | MADE Motorsport    | 18       | 1        | 1     | 2      | 3      | 116    | 9º   |
| 2017      | Ginetta Junior Championship       | Richardson Racing  | 26       | 0        | 1     | 0      | 0      | 210    | 11º  |
| 2017      | Junior Saloon Car Championship    | MADE Motorsport    | 1        | 0        | 0     | 0      | 0      | 1      | NC   |
| 2018      | Ginetta Junior Championship       | Richardson Racing  | 26       | 8        | 3     | 8      | 18     | 648    | 3º   |
| 2019      | Fórmula 4 Britânica               | Richardson Racing  | 30       | 2        | 2     | 1      | 9      | 268,5  | 6º   |
| 2020      | Fórmula 4 Britânica               | Fortec Motorsport  | 26       | 7        | 6     | 7      | 16     | 412,5  | 1º   |
| 2021      | Fórmula 4 Italiana                | US Racing          | 3        | 0        | 0     | 1      | 1      | 27     | 15º  |
| 2021      | ADAC Fórmula 4                    | US Racing          | 18       | 2        | 0     | 2      | 8      | 220    | 3º   |
| 2021      | Drexler Automotive Formula 4 Cup  | US Racing          | 2        | 2        | 2     | 1      | 2      | 50     | 3º   |
| 2021      | Campeonato GB3                    | Fortec Motorsports | 3        | 1        | 0     | 0      | 1      | 35     | 25º  |
| 2022      | Fórmula 4 dos Emirados Árabes     | Hitech Grand Prix  | 8        | 0        | 0     | 0      | 1      | 64     | 11º  |
| 2022      | Campeonato GB3                    | Hitech Grand Prix  | 24       | 5        | 5     | 8      | 13     | 507    | 1º   |
| 2023      | Fórmula Regional do Oriente Médio | Hitech Grand Prix  | 6        | 0        | 0     | 0      | 0      | 8      | 26º  |
| 2023      | Fórmula 3                         | Hitech Pulse-Eight | 18       | 0        | 0     | 1      | 1      | 41     | 15º  |
| 2023      | Grande Prêmio de Macau            | Hitech Pulse-Eight | 1        | 1        | 1     | 1      | 1      | N/A    | 1º   |
| 2024      | Fórmula 3                         | Hitech Pulse-Eight | 20       | 2        | 2     | 2      | 3      | 128    | 3º   |
| 2024      | Fórmula 2                         | ART Grand Prix     | 2        | 0        | 0     | 0      | 0      | 4      | 24º  |